# Lacanobia divitis
Lacanobia divitis är en fjärilsart som beskrevs av Felix Bryk 1942. Lacanobia divitis ingår i släktet Lacanobia och familjen nattflyn. Inga underarter finns listade i Catalogue of Life.